# Fossa comuna
|  | No s'ha de confondre amb fossat. |

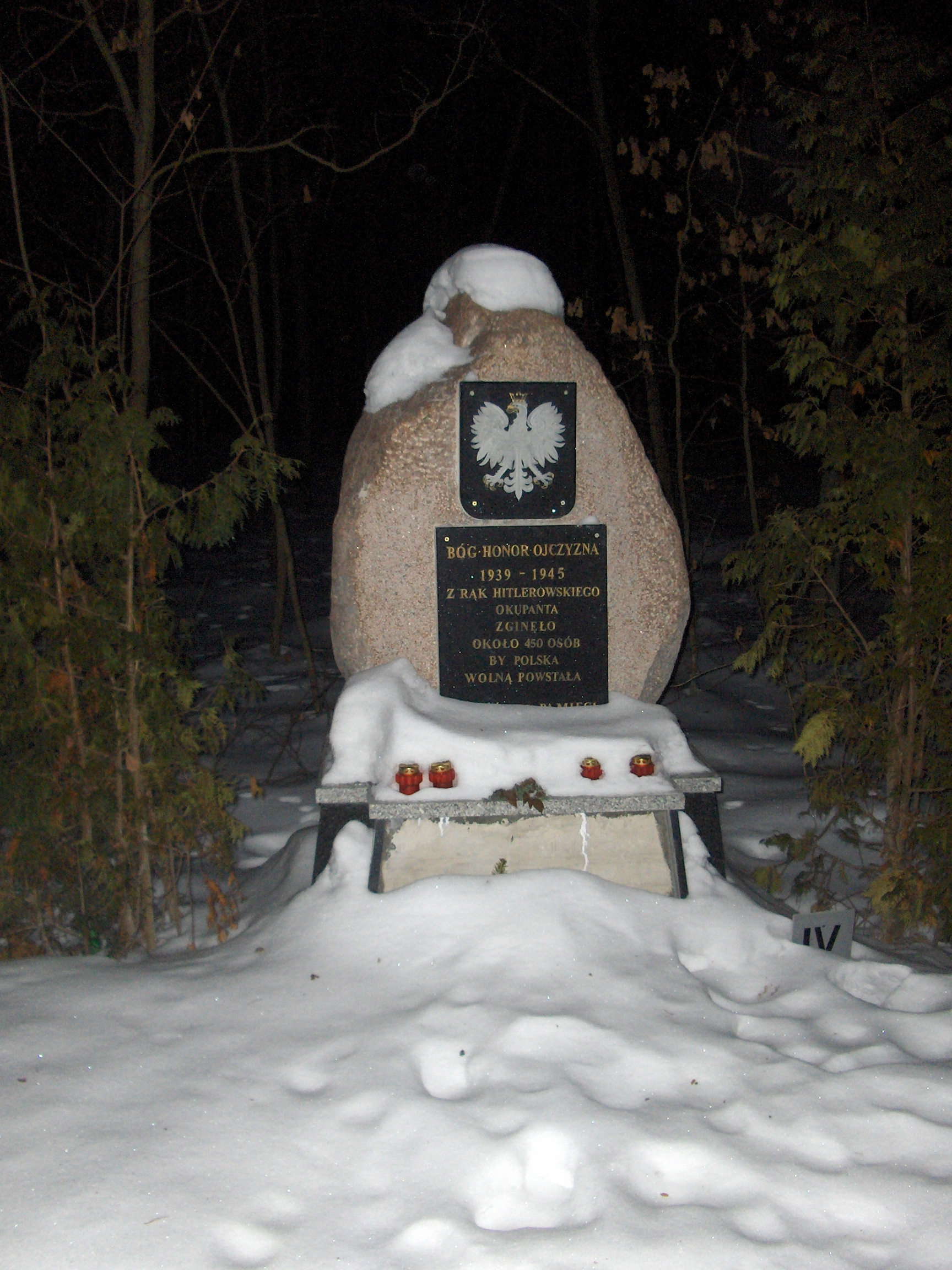
Fossa comuna al bosc de Kolonka (Polònia).

Una fossa comuna o fossar és l'indret on hom enterra els cadàvers que per diverses raons no tenen sepulcre propi, usualment perquè ningú vol o pot fer-se càrrec del finat. Generalment les fosses comunes s'ubiquen en cementiris d'una certa grandària per fer-se càrrec d'aquelles restes cadavèriques que usualment no reben sepultura (fetus, restes d'amputacions…) o d'aquells cadàvers que ningú reclama. També hi ha les fosses comunes de cementiris que serveixen per als pobres, sovint fundats o portats per organitzacions caritatives o donants de la comunitat, com és el cas al cementiri de Cadaqués.
Les fosses comunes s'usen també en casos de guerra, desastres naturals i epidèmies quan existeix risc de contagis en massa, com durant la Pesta Negra. També les guerrilles o el mateix exèrcit de règims totalitaris han emprat les fosses comunes, sovint en accions contra la població civil. D'aquesta manera, les fosses sense senyalitzar oculten la identitat dels cadàvers, fent que aquestes accions passin impunes com a crims contra la humanitat per l'ocultació dels cossos.